# Thales Alenia Space
Thales Alenia Space – francusko-włoskie konsorcjum oferujące rozwiązania dla przemysłu kosmicznego.
TAS (Thales Alenia Space) to spółka joint venture, która powstała w wyniku przejęcia przez francuski koncern Thales udziałów Alcatel Space Services and Operations (Alcatel Alenia Space i Telespazio).

## Historia
Historia firmy zaczyna się 1 czerwca 2005 roku. W wyniku fuzji spółek Alcatel Space i Alenia Spazio powstała spółka joint venture Alcatel Alenia Space, Alcatel stał się w posiadaczem 67% udziałów, pozostałe 33% trafiło do Finmeccanica. Powstanie firmy przebiegało równocześnie z utworzeniem drugiej spółki Telespazio Holding. W obydwu fuzjach głównymi udziałowcami byli Finmeccanica oraz Alcatel. W przypadku Telespazio Holding procentowy podział udziałów był odwrotny, włoska spółka (Finmeccanica) znalazła się w posiadaniu 67% akcji, a pozostałe 33% przejął Alcatel.
5 kwietnia 2006 roku Alcatel zgodził się sprzedać swoje udziały francuskiemu koncernowi Thales Group. Po przejęciu Thales Group stał się w posiadaczem 67% udziałów Alcatel Alenia Space i 33% udziałów Telespazio. 10 kwietnia 2007 Komisja Europejska udzieliła pozwolenia na operację przejęcia akcji Alcatel Space Services and Operations przez Thales Group.

## Działalność
Firma Thales Alenia Space opracowała m.in. Wielofunkcyjny Moduł Logistyczny (Leonardo), używany do transportu ładunków na stację ISS. W swoim portfolio posiada również inne moduły ISS, tj. Cupola, Columbus, Harmony, Tranquility. Thales Alenia Space uczestniczyła również w budowie bezzałogowych kosmicznych statków zaopatrzeniowych, tj. ATV i Cygnus.
W obawie przed rozwojem technologicznym Chińskiej Armii Ludowo-Wyzwoleńczej w połowie lat 90., rząd Stanów Zjednoczonych wstrzymał eksport licencji dla firm wykorzystujących chińskie rakiety nośne. Taka sytuacja skłoniła TAS do budowy satelity Chinasat-6B, którego konstrukcja była w pełni niezależna od amerykańskiego przemysłu kosmicznego (konstrukcja nie zawierała żadnego elementu pochodzącego ze Stanów Zjednoczonych). Pozwoliło to na wystrzelenie satelity nie naruszając ograniczeń amerykańskiej organizacji ITAR. Satelita Chinasat-6B w dniu 5 lipca 2007 r. został wystrzelony w przestrzeń kosmiczną przy pomocy rakiety Chang Zheng 3B.

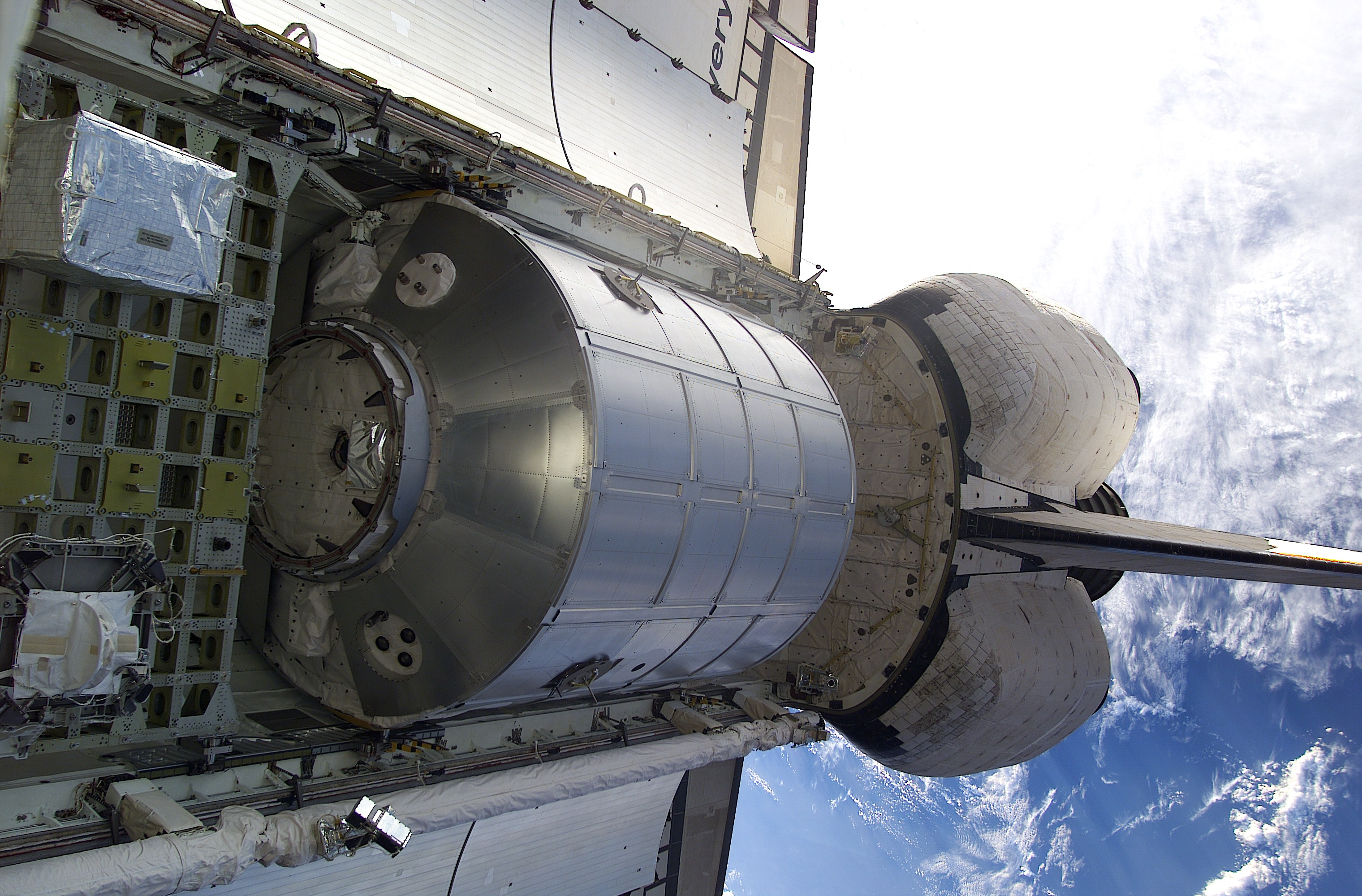
Wielofunkcyjny Moduł Logistyczny wewnątrz promu kosmicznego Discovery
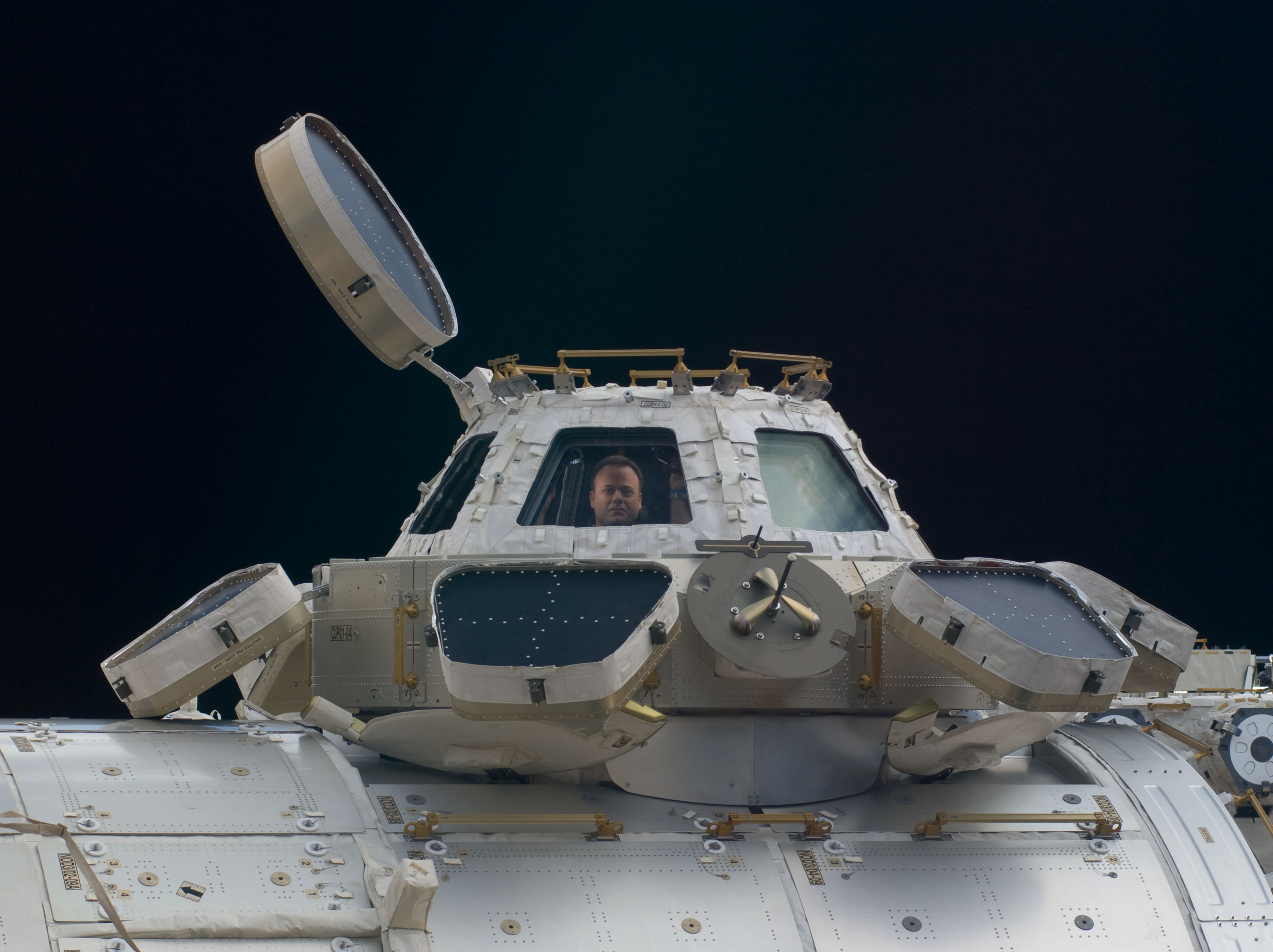
Moduł kopuły ISS (Cupola)
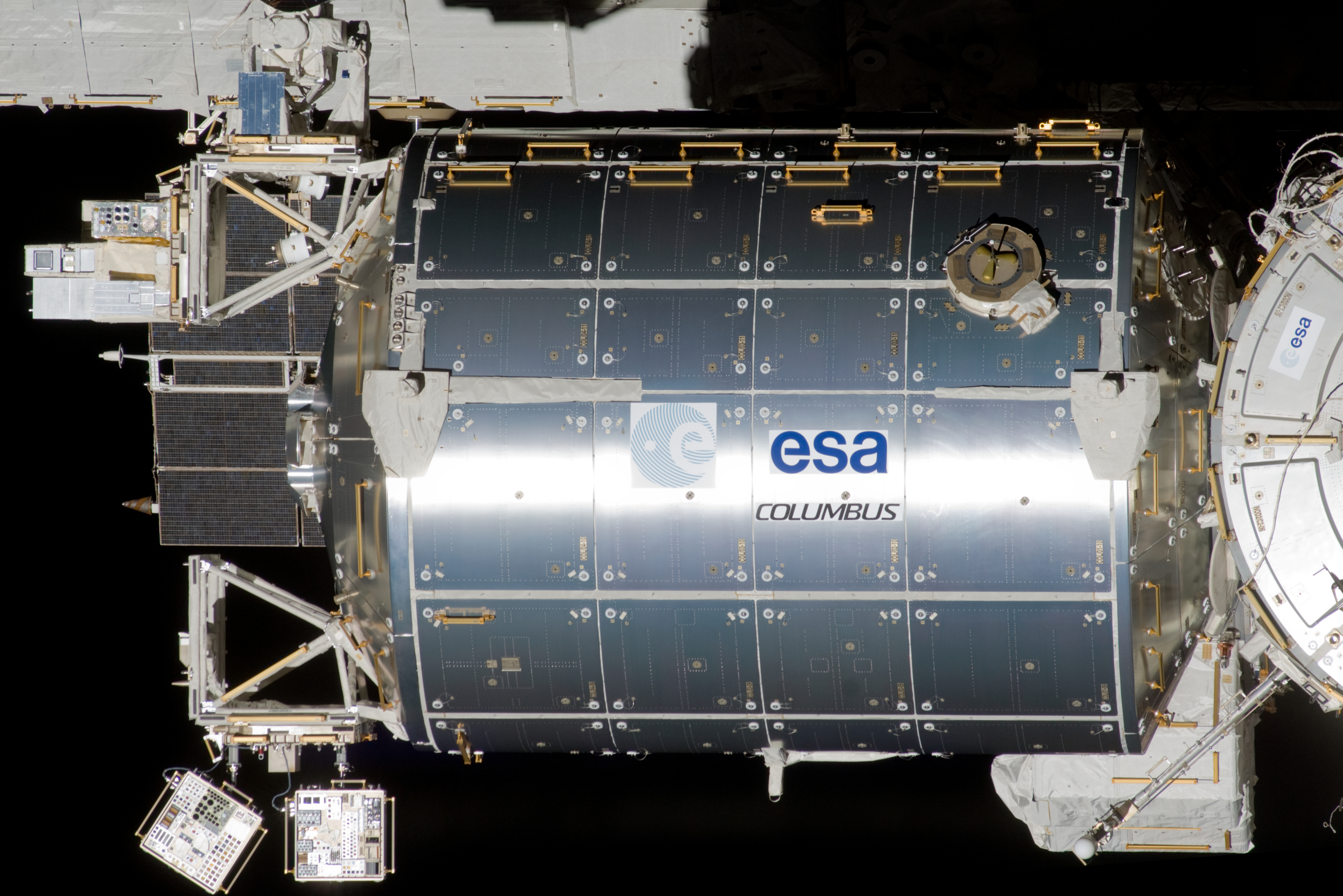
Moduł laboratorium Columbus
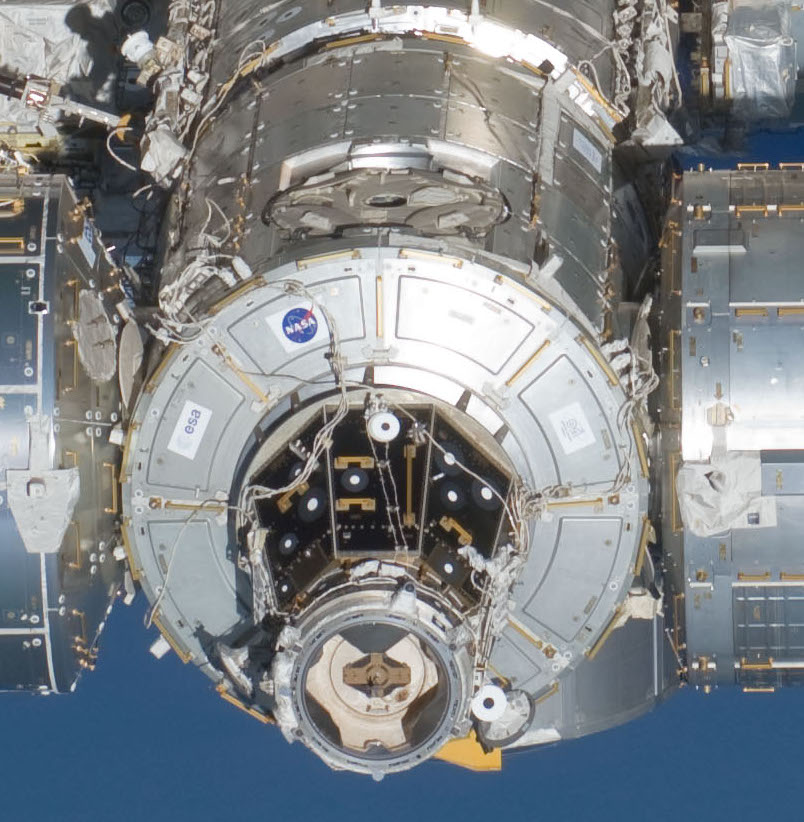
Moduł spełniający funkcję korytarzy ISS (Harmony)
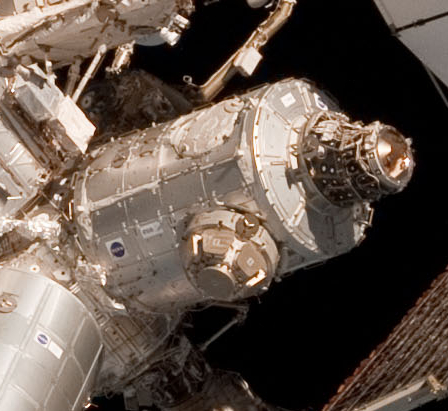
Moduł korytarza pomiędzy poszczególnymi członami stacji ISS (Tranquility)
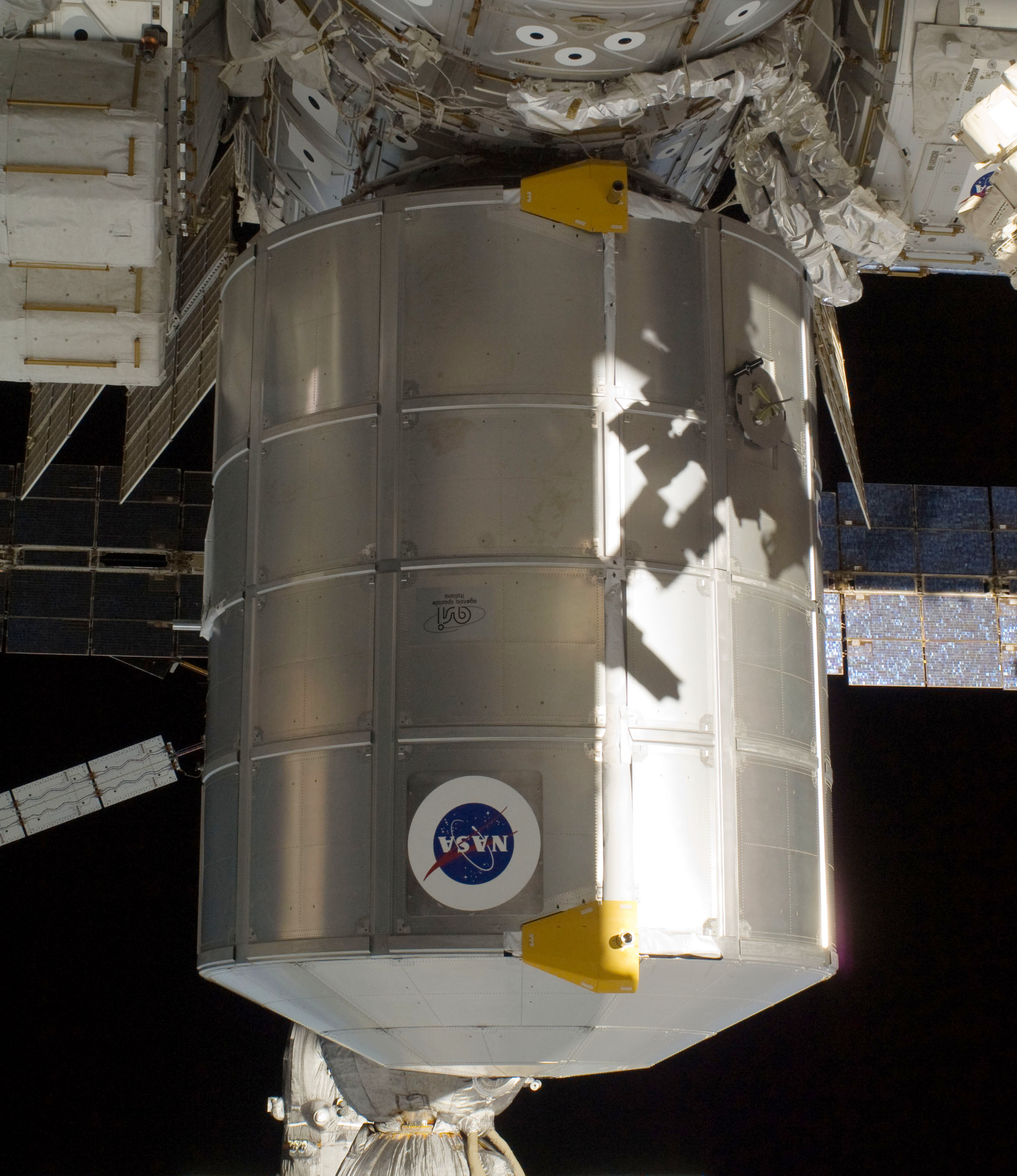
Moduł MPLM Leonardo
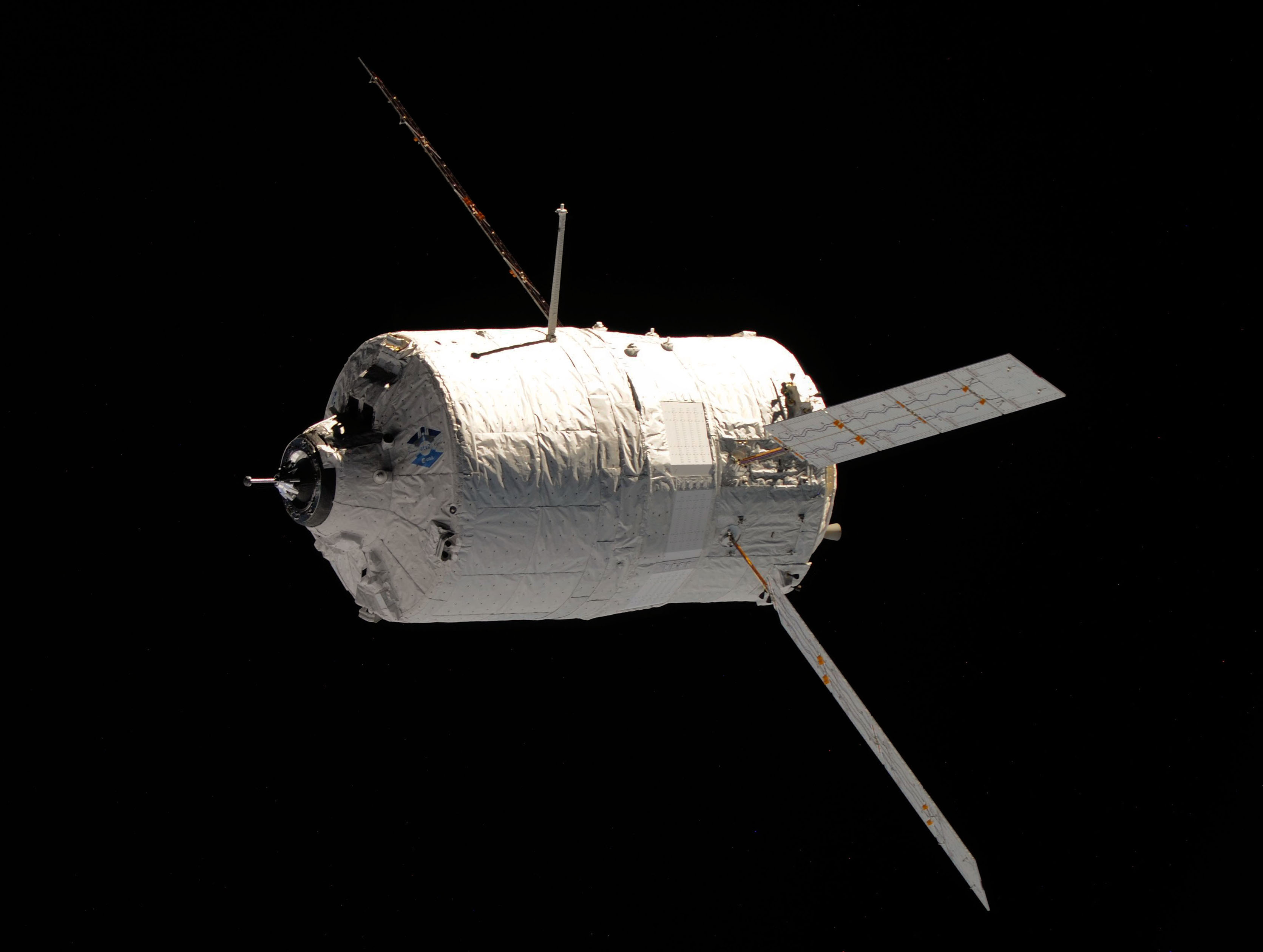
Automatyczny Statek Transferowy nr 3
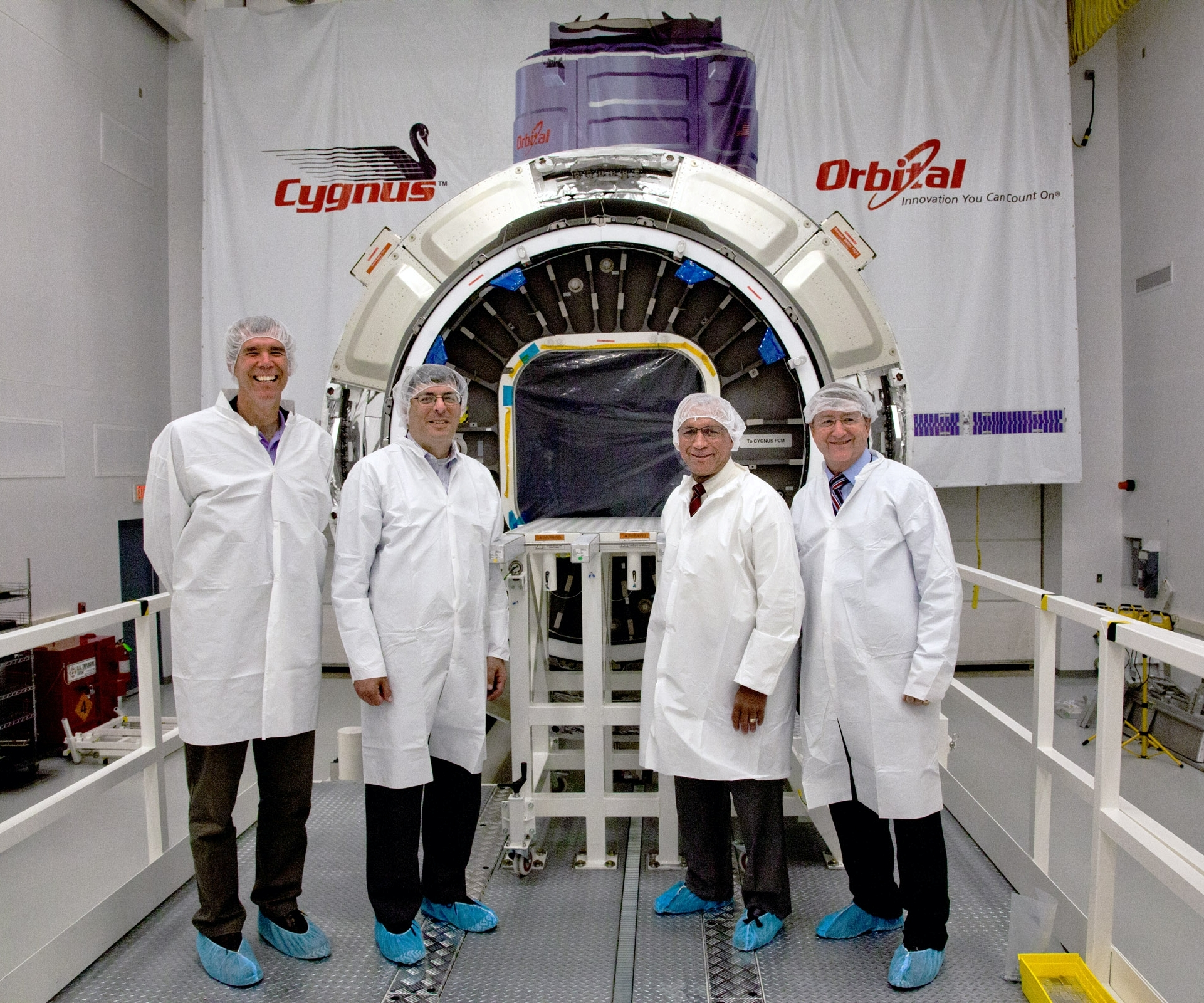
Hermetyczny człon towarowy bezzałogowego statku kosmicznego (Cygnus)

## Lokalizacje
Thales Alenia Space jest globalną firmą zatrudniającą 7500 specjalistów z całego świata. Swoją działalność prowadzi w 15 biurach zlokalizowanych w ośmiu państwach (Francja, Włochy, Hiszpania, Belgia, Wielka Brytania, Niemcy, Polska, Stany Zjednoczone):
- Cannes, Francja, siedziba główna Cannes Mandelieu Space Center
- L’Aquila, Włochy
- Colombes, Francja
- Florencja, Włochy
- Mediolan, Włochy
- Rzym (Saccomuro), Włochy
- Rzym (Tiburtina), Włochy
- Turyn, Włochy
- Tuluza, Francja
- Charleroi, Belgia
- Madryt (Tres Cantos), Hiszpania
- Stuttgart (Ditzingen), Niemcy
- Cupertino, Stany Zjednoczone
- Atomic Energy Research Establishment, Harwell, Wielka Brytania
- Bristol, Wielka Brytania
- Warszawa, Polska

## Zarząd
Obecny prezes: Jean-Loïc Galle (wrzesień 2012 roku)